# John Sivebæk
John Sivebæk (Vejle, 25 ottobre 1961) è un procuratore sportivo ed ex calciatore danese, di ruolo difensore.

## Carriera

### Giocatore

#### Club
Cresciuto nella società della sua città natale, il Vejle, con cui vinse una coppa nazionale e un campionato, dall'estate del 1986 militò nei principali campionati europei con le maglie di Manchester United, Saint-Etienne, Monaco e Pescara.
Allo United Sivebæk è stato l'autore della prima rete nella gestione di Sir Alex Ferguson, come raccontato dallo stesso tecnico nella sua autobiografia (My Autobiography), realizzando, il 22 novembre 1986, il goal del decisivo 1-0 contro il Queen's Park Rangers. Quella è stata la sua prima (e unica) rete in 2 anni nel campionato inglese.
Chiuse la sua carriera tornando in Danimarca, disputando una stagione con il Vejle e due con l'AGF Aarhus.

#### Nazionale
Fu convocato per la prima volta in Nazionale nel 1982; da quel momento in poi ne fu punto di riferimento per i successivi dieci anni.
Il miglior risultato lo colse nel 1992, anno degli europei in Svezia, in cui la Danimarca conquistò a sorpresa il titolo di campione d'Europa.

## Dopo il ritiro
Una volta ritiratosi, intraprese la carriera di procuratore sportivo.

## Statistiche

### Cronologia presenze e reti in Nazionale
| Cronologia completa delle presenze e delle reti in nazionale ― Danimarca | Cronologia completa delle presenze e delle reti in nazionale ― Danimarca | Cronologia completa delle presenze e delle reti in nazionale ― Danimarca | Cronologia completa delle presenze e delle reti in nazionale ― Danimarca | Cronologia completa delle presenze e delle reti in nazionale ― Danimarca | Cronologia completa delle presenze e delle reti in nazionale ― Danimarca | Cronologia completa delle presenze e delle reti in nazionale ― Danimarca | Cronologia completa delle presenze e delle reti in nazionale ― Danimarca |
| Data                                                                     | Città                                                                    | In casa                                                                  | Risultato                                                                | Ospiti                                                                   | Competizione                                                             | Reti                                                                     | Note                                                                     |
| ------------------------------------------------------------------------ | ------------------------------------------------------------------------ | ------------------------------------------------------------------------ | ------------------------------------------------------------------------ | ------------------------------------------------------------------------ | ------------------------------------------------------------------------ | ------------------------------------------------------------------------ | ------------------------------------------------------------------------ |
| 5-5-1982                                                                 | Copenaghen                                                               | Danimarca                                                                | 1 – 1                                                                    | Svezia                                                                   | Amichevole                                                               | -                                                                        |                                                                          |
| 19-5-1982                                                                | Vienna                                                                   | Austria                                                                  | 1 – 0                                                                    | Danimarca                                                                | Amichevole                                                               | -                                                                        |                                                                          |
| 27-5-1982                                                                | Copenaghen                                                               | Danimarca                                                                | 1 – 0                                                                    | Belgio                                                                   | Amichevole                                                               | -                                                                        |                                                                          |
| 11-8-1982                                                                | Copenaghen                                                               | Danimarca                                                                | 3 – 2                                                                    | Finlandia                                                                | Amichevole                                                               | -                                                                        |                                                                          |
| 1-9-1982                                                                 | Bucarest                                                                 | Romania                                                                  | 1 – 0                                                                    | Danimarca                                                                | Amichevole                                                               | -                                                                        | 75’                                                                      |
| 27-10-1982                                                               | Copenaghen                                                               | Danimarca                                                                | 1 – 3                                                                    | Cecoslovacchia                                                           | Amichevole                                                               | -                                                                        | 70’                                                                      |
| 27-4-1983                                                                | Copenaghen                                                               | Danimarca                                                                | 1 – 0                                                                    | Grecia                                                                   | Qual. Euro 1984                                                          | -                                                                        | 80’                                                                      |
| 4-5-1983                                                                 | Århus                                                                    | Danimarca                                                                | 1 – 2                                                                    | Germania Est                                                             | Qual. Olimpiadi 1984                                                     | -                                                                        |                                                                          |
| 19-5-1983                                                                | Århus                                                                    | Danimarca                                                                | 2 – 2                                                                    | Norvegia                                                                 | Qual. Olimpiadi 1984                                                     | -                                                                        |                                                                          |
| 22-5-1983                                                                | Århus                                                                    | Danimarca                                                                | 3 – 0                                                                    | Finlandia                                                                | Qual. Olimpiadi 1984                                                     | -                                                                        |                                                                          |
| 17-8-1983                                                                | Oslo                                                                     | Norvegia                                                                 | 1 – 1                                                                    | Danimarca                                                                | Qual. Olimpiadi 1984                                                     | -                                                                        |                                                                          |
| 24-8-1983                                                                | Rovaniemi                                                                | Finlandia                                                                | 0 – 0                                                                    | Danimarca                                                                | Qual. Olimpiadi 1984                                                     | -                                                                        |                                                                          |
| 7-9-1983                                                                 | Copenaghen                                                               | Danimarca                                                                | 3 – 1                                                                    | Francia                                                                  | Amichevole                                                               | -                                                                        | 77’                                                                      |
| 5-10-1983                                                                | Århus                                                                    | Danimarca                                                                | 0 – 1                                                                    | Polonia                                                                  | Qual. Olimpiadi 1984                                                     | -                                                                        |                                                                          |
| 14-3-1984                                                                | Rotterdam                                                                | Paesi Bassi                                                              | 6 – 0                                                                    | Danimarca                                                                | Amichevole                                                               | -                                                                        |                                                                          |
| 11-4-1984                                                                | Valencia                                                                 | Spagna                                                                   | 2 – 1                                                                    | Danimarca                                                                | Amichevole                                                               | -                                                                        | 46’                                                                      |
| 18-4-1984                                                                | Magdeburgo                                                               | Germania Est                                                             | 4 – 0                                                                    | Danimarca                                                                | Qual. Olimpiadi 1984                                                     | -                                                                        |                                                                          |
| 22-4-1984                                                                | Lublino                                                                  | Polonia                                                                  | 0 – 0                                                                    | Danimarca                                                                | Qual. Olimpiadi 1984                                                     | -                                                                        | 60’                                                                      |
| 16-5-1984                                                                | Praga                                                                    | Cecoslovacchia                                                           | 1 – 0                                                                    | Danimarca                                                                | Amichevole                                                               | -                                                                        | 66’                                                                      |
| 8-6-1984                                                                 | Copenaghen                                                               | Danimarca                                                                | 1 – 1                                                                    | Bulgaria                                                                 | Amichevole                                                               | -                                                                        | 46’                                                                      |
| 16-6-1984                                                                | Lione                                                                    | Danimarca                                                                | 5 – 0                                                                    | Jugoslavia                                                               | Euro 1984 - 1º turno                                                     | -                                                                        | 61’                                                                      |
| 19-6-1984                                                                | Strasburgo                                                               | Danimarca                                                                | 3 – 2                                                                    | Belgio                                                                   | Euro 1984 - 1º turno                                                     | -                                                                        | 75’                                                                      |
| 24-6-1984                                                                | Montpellier                                                              | Spagna                                                                   | 1 – 1 dts (5 – 4 dtr)                                                    | Danimarca                                                                | Euro 1984 - Semifinale                                                   | -                                                                        |                                                                          |
| 12-9-1984                                                                | Copenaghen                                                               | Danimarca                                                                | 3 – 1                                                                    | Austria                                                                  | Amichevole                                                               | -                                                                        | 84’                                                                      |
| 17-10-1984                                                               | Lucerna                                                                  | Svizzera                                                                 | 1 – 0                                                                    | Danimarca                                                                | Qual. Mondiali 1986                                                      | -                                                                        | 79’                                                                      |
| 14-11-1984                                                               | Copenaghen                                                               | Danimarca                                                                | 3 – 0                                                                    | Irlanda                                                                  | Qual. Mondiali 1986                                                      | -                                                                        |                                                                          |
| 27-1-1985                                                                | Tegucigalpa                                                              | Honduras                                                                 | 1 – 0                                                                    | Danimarca                                                                | Amichevole                                                               | -                                                                        |                                                                          |
| 11-9-1985                                                                | Copenaghen                                                               | Danimarca                                                                | 0 – 3                                                                    | Svezia                                                                   | Amichevole                                                               | -                                                                        | 68’                                                                      |
| 25-9-1985                                                                | San Pietroburgo                                                          | Unione Sovietica                                                         | 1 – 0                                                                    | Danimarca                                                                | Qual. Mondiali 1986                                                      | -                                                                        |                                                                          |
| 9-10-1985                                                                | Copenaghen                                                               | Danimarca                                                                | 0 – 0                                                                    | Svizzera                                                                 | Qual. Mondiali 1986                                                      | -                                                                        | 46’                                                                      |
| 16-10-1985                                                               | Oslo                                                                     | Norvegia                                                                 | 1 – 5                                                                    | Danimarca                                                                | Qual. Mondiali 1986                                                      | -                                                                        |                                                                          |
| 13-11-1985                                                               | Dublino                                                                  | Irlanda                                                                  | 1 – 4                                                                    | Danimarca                                                                | Qual. Mondiali 1986                                                      | 1                                                                        |                                                                          |
| 26-3-1986                                                                | Belfast                                                                  | Irlanda del Nord                                                         | 1 – 1                                                                    | Danimarca                                                                | Amichevole                                                               | -                                                                        |                                                                          |
| 9-4-1986                                                                 | Sofia                                                                    | Bulgaria                                                                 | 3 – 0                                                                    | Danimarca                                                                | Amichevole                                                               | -                                                                        |                                                                          |
| 13-5-1986                                                                | Oslo                                                                     | Norvegia                                                                 | 1 – 0                                                                    | Danimarca                                                                | Amichevole                                                               | -                                                                        |                                                                          |
| 16-5-1986                                                                | Copenaghen                                                               | Danimarca                                                                | 1 – 0                                                                    | Polonia                                                                  | Amichevole                                                               | -                                                                        | 46’                                                                      |
| 4-6-1986                                                                 | Nezahualcóyotl                                                           | Danimarca                                                                | 1 – 0                                                                    | Scozia                                                                   | Mondiali 1986 - 1º turno                                                 | -                                                                        | 79’                                                                      |
| 13-6-1986                                                                | Santiago de Querétaro                                                    | Germania Ovest                                                           | 0 – 2                                                                    | Danimarca                                                                | Mondiali 1986 - 1º turno                                                 | -                                                                        |                                                                          |
| 10-9-1986                                                                | Lipsia                                                                   | Germania Est                                                             | 0 – 1                                                                    | Danimarca                                                                | Amichevole                                                               | -                                                                        |                                                                          |
| 24-9-1986                                                                | Copenaghen                                                               | Danimarca                                                                | 0 – 2                                                                    | Germania Ovest                                                           | Amichevole                                                               | -                                                                        |                                                                          |
| 29-10-1986                                                               | Copenaghen                                                               | Danimarca                                                                | 1 – 0                                                                    | Finlandia                                                                | Qual. Euro 1988                                                          | -                                                                        |                                                                          |
| 29-4-1987                                                                | Helsinki                                                                 | Finlandia                                                                | 0 – 1                                                                    | Danimarca                                                                | Qual. Euro 1988                                                          | -                                                                        | 73’                                                                      |
| 3-6-1987                                                                 | Copenaghen                                                               | Danimarca                                                                | 1 – 1                                                                    | Cecoslovacchia                                                           | Qual. Euro 1988                                                          | -                                                                        |                                                                          |
| 26-8-1987                                                                | Stoccolma                                                                | Svezia                                                                   | 1 – 0                                                                    | Danimarca                                                                | Amichevole                                                               | -                                                                        |                                                                          |
| 9-9-1987                                                                 | Cardiff                                                                  | Galles                                                                   | 1 – 0                                                                    | Danimarca                                                                | Qual. Euro 1988                                                          | -                                                                        |                                                                          |
| 14-10-1987                                                               | Copenaghen                                                               | Danimarca                                                                | 1 – 0                                                                    | Galles                                                                   | Qual. Euro 1988                                                          | -                                                                        |                                                                          |
| 27-4-1988                                                                | Vienna                                                                   | Austria                                                                  | 1 – 0                                                                    | Danimarca                                                                | Amichevole                                                               | -                                                                        |                                                                          |
| 10-5-1988                                                                | Budapest                                                                 | Ungheria                                                                 | 2 – 2                                                                    | Danimarca                                                                | Amichevole                                                               | -                                                                        |                                                                          |
| 1-6-1988                                                                 | Aarhus                                                                   | Danimarca                                                                | 0 – 1                                                                    | Cecoslovacchia                                                           | Amichevole                                                               | -                                                                        |                                                                          |
| 5-6-1988                                                                 | Odense                                                                   | Danimarca                                                                | 3 – 1                                                                    | Belgio                                                                   | Amichevole                                                               | -                                                                        | 80’                                                                      |
| 11-6-1988                                                                | Hannover                                                                 | Danimarca                                                                | 2 – 3                                                                    | Spagna                                                                   | Euro 1988 - 1º turno                                                     | -                                                                        |                                                                          |
| 14-6-1988                                                                | Gelsenkirchen                                                            | Germania Ovest                                                           | 2 – 0                                                                    | Danimarca                                                                | Euro 1988 - 1º turno                                                     | -                                                                        |                                                                          |
| 31-8-1988                                                                | Solna                                                                    | Svezia                                                                   | 1 – 2                                                                    | Danimarca                                                                | Amichevole                                                               | -                                                                        |                                                                          |
| 28-9-1988                                                                | Copenaghen                                                               | Danimarca                                                                | 1 – 0                                                                    | Islanda                                                                  | Amichevole                                                               | -                                                                        | 46’                                                                      |
| 19-10-1988                                                               | Amarousio                                                                | Grecia                                                                   | 1 – 1                                                                    | Danimarca                                                                | Qual. Mondiali 1990                                                      | -                                                                        |                                                                          |
| 2-11-1988                                                                | Copenaghen                                                               | Danimarca                                                                | 1 – 1                                                                    | Bulgaria                                                                 | Qual. Mondiali 1990                                                      | -                                                                        |                                                                          |
| 26-4-1989                                                                | Sofia                                                                    | Bulgaria                                                                 | 0 – 2                                                                    | Danimarca                                                                | Qual. Mondiali 1990                                                      | -                                                                        |                                                                          |
| 17-5-1989                                                                | Copenaghen                                                               | Danimarca                                                                | 7 – 1                                                                    | Grecia                                                                   | Qual. Mondiali 1990                                                      | -                                                                        | 30’                                                                      |
| 6-9-1989                                                                 | Amsterdam                                                                | Paesi Bassi                                                              | 2 – 2                                                                    | Danimarca                                                                | Amichevole                                                               | -                                                                        |                                                                          |
| 11-10-1989                                                               | Copenaghen                                                               | Danimarca                                                                | 3 – 0                                                                    | Romania                                                                  | Qual. Mondiali 1990                                                      | -                                                                        |                                                                          |
| 15-11-1989                                                               | Bucarest                                                                 | Romania                                                                  | 3 – 1                                                                    | Danimarca                                                                | Qual. Mondiali 1990                                                      | -                                                                        | 67’                                                                      |
| 15-5-1990                                                                | Londra                                                                   | Inghilterra                                                              | 1 – 0                                                                    | Danimarca                                                                | Amichevole                                                               | -                                                                        |                                                                          |
| 30-5-1990                                                                | Kaiserslautern                                                           | Germania Ovest                                                           | 1 – 0                                                                    | Danimarca                                                                | Amichevole                                                               | -                                                                        |                                                                          |
| 6-6-1990                                                                 | Trondheim                                                                | Norvegia                                                                 | 1 – 2                                                                    | Danimarca                                                                | Amichevole                                                               | -                                                                        |                                                                          |
| 5-9-1990                                                                 | Västerås                                                                 | Svezia                                                                   | 0 – 1                                                                    | Danimarca                                                                | Amichevole                                                               | -                                                                        |                                                                          |
| 11-9-1990                                                                | Copenaghen                                                               | Danimarca                                                                | 1 – 0                                                                    | Galles                                                                   | Amichevole                                                               | -                                                                        |                                                                          |
| 10-10-1990                                                               | Copenaghen                                                               | Danimarca                                                                | 4 – 1                                                                    | Fær Øer                                                                  | Qual. Euro 1992                                                          | -                                                                        |                                                                          |
| 17-10-1990                                                               | Belfast                                                                  | Irlanda del Nord                                                         | 1 – 1                                                                    | Danimarca                                                                | Qual. Euro 1992                                                          | -                                                                        |                                                                          |
| 14-11-1990                                                               | Copenaghen                                                               | Danimarca                                                                | 0 – 2                                                                    | Jugoslavia                                                               | Qual. Euro 1992                                                          | -                                                                        |                                                                          |
| 9-4-1991                                                                 | Odense                                                                   | Danimarca                                                                | 1 – 1                                                                    | Bulgaria                                                                 | Amichevole                                                               | -                                                                        | cap.                                                                     |
| 1-5-1991                                                                 | Belgrado                                                                 | Jugoslavia                                                               | 1 – 2                                                                    | Danimarca                                                                | Qual. Euro 1992                                                          | -                                                                        | 54’                                                                      |
| 4-9-1991                                                                 | Reykjavík                                                                | Islanda                                                                  | 0 – 0                                                                    | Danimarca                                                                | Amichevole                                                               | -                                                                        | 46’                                                                      |
| 25-9-1991                                                                | Landskrona                                                               | Fær Øer                                                                  | 0 – 4                                                                    | Danimarca                                                                | Qual. Euro 1992                                                          | -                                                                        |                                                                          |
| 9-10-1991                                                                | Vienna                                                                   | Austria                                                                  | 0 – 3                                                                    | Danimarca                                                                | Qual. Euro 1992                                                          | -                                                                        |                                                                          |
| 13-11-1991                                                               | Odense                                                                   | Danimarca                                                                | 2 – 1                                                                    | Irlanda del Nord                                                         | Qual. Euro 1992                                                          | -                                                                        |                                                                          |
| 29-4-1992                                                                | Aarhus                                                                   | Danimarca                                                                | 1 – 0                                                                    | Norvegia                                                                 | Amichevole                                                               | -                                                                        | 57’                                                                      |
| 3-6-1992                                                                 | Brøndby                                                                  | Danimarca                                                                | 1 – 1                                                                    | Comunità degli Stati Indipendenti                                        | Amichevole                                                               | -                                                                        |                                                                          |
| 11-6-1992                                                                | Malmö                                                                    | Danimarca                                                                | 0 – 0                                                                    | Inghilterra                                                              | Euro 1992 - 1º turno                                                     | -                                                                        | 83’                                                                      |
| 14-6-1992                                                                | Solna                                                                    | Svezia                                                                   | 1 – 0                                                                    | Danimarca                                                                | Euro 1992 - 1º turno                                                     | -                                                                        |                                                                          |
| 17-6-1992                                                                | Malmö                                                                    | Francia                                                                  | 1 – 2                                                                    | Danimarca                                                                | Euro 1992 - 1º turno                                                     | -                                                                        |                                                                          |
| 22-6-1992                                                                | Göteborg                                                                 | Paesi Bassi                                                              | 2 – 2 dts (4 – 5 dtr)                                                    | Danimarca                                                                | Euro 1992 - Semifinale                                                   | -                                                                        |                                                                          |
| 26-6-1992                                                                | Göteborg                                                                 | Danimarca                                                                | 2 – 0                                                                    | Germania                                                                 | Euro 1992 - Finale                                                       | -                                                                        | 67’                                                                      |
| 26-8-1992                                                                | Riga                                                                     | Lettonia                                                                 | 0 – 0                                                                    | Danimarca                                                                | Qual. Mondiali 1994                                                      | -                                                                        | 46’                                                                      |
| 9-9-1992                                                                 | Copenaghen                                                               | Danimarca                                                                | 1 – 2                                                                    | Svizzera                                                                 | Amichevole                                                               | -                                                                        |                                                                          |
| 23-9-1992                                                                | Vilnius                                                                  | Lituania                                                                 | 0 – 0                                                                    | Danimarca                                                                | Qual. Mondiali 1994                                                      | -                                                                        |                                                                          |
| 14-10-1992                                                               | Copenaghen                                                               | Danimarca                                                                | 0 – 0                                                                    | Irlanda                                                                  | Qual. Mondiali 1994                                                      | -                                                                        |                                                                          |
| 18-11-1992                                                               | Belfast                                                                  | Irlanda del Nord                                                         | 0 – 1                                                                    | Danimarca                                                                | Qual. Mondiali 1994                                                      | -                                                                        | 46’                                                                      |
| Totale                                                                   |                                                                          | Presenze                                                                 | 87                                                                       |                                                                          | Reti                                                                     | 1                                                                        |                                                                          |

## Palmarès

### Club

#### Competizioni nazionali
- Campionato danese: 1

Vejle: 1984
- Coppa di Danimarca: 2

Vejle: 1980-1981
Aaurhus: 1995-1996

### Nazionale
- Campionato d'Europa: 1

1992